# Damon Knight
Damon Knight (Baker (Oregon), 19 september 1922 - Eugene (Oregon),  15 april 2002) was een sciencefictionschrijver, redacteur en criticus.
Knight stichtte de Science Fiction and Fantasy Writers of America (SFWA) en was medestichter van de National Fantasy Fan Federation. Knight en zijn vrouw, SF-schrijfster Kate Wilhelm hebben aan veel schrijvers lesgegeven. Ze doceerden samen aan universiteiten in Zuid-Amerika en Azië. Hun werk met aspirant-schrijvers was de inspiratie voor de stichting van de Clarion Workshop, een gerenommeerde zesweekse zomercursus die sinds 1968 jaarlijks wordt gehouden.
Knight is zeer bekend als redacteur van bloemlezingen, waaronder de 21 delen van de serie Orbit (1966 - 1980).
De SFWA hernoemde in 1994 hun Grand Master Award in zijn eer tot Damon Knight Memorial Grand Master Award en Knight kreeg de prijs bij die gelegenheid ook uitgereikt. In 1956 verdiende Knight een speciale Hugo Award als beste boekrecensent. Hij ontving in 2001 retroactief een Hugo Award voor zijn kort verhaal To Serve Man. 

## Gedeeltelijke bibliografie
CV serie
- CV (1985)
- The Observers (1988)
- A Reasonable World (1991)

Romans
- Hell's Pavement (1955) nl:Vlucht in de Leegte
- A for Anything (1959 - ook bekend als The People Maker) nl:Gismo
- Masters of Evolution (1959)
- The Sun Saboteurs (1961)
- Beyond the Barrier (1964) nl:Voorbij de Barrière
- Mind Switch (1965)
- The Rithian Terror (1965)
- The World and Thorinn (1980)
- The Man in the Tree (1984)
- Why Do Birds (1992)
- Humpty Dumpty: An Oval (1996)

Verzamelbundels en overig werk
- Not with a Bang (1949)
- To Serve Man (1950)
- The Country of the Kind (1955)
- Off Centre (1965)
- In Search of Wonder (1956 - recensies en kritieken)
- Turning Points (1977 - als redacteur: bloemlezing van kritieken)
- Orbit 1 - 21 (1966 - 1980 redacteur van serie bloemlezingen)
- Passe-partout (1952, Nederlandse versie van verhaal Ticket to anywhere)